# Hánefur (bergstopp)
Hánefur är en bergstopp i republiken Island. Den ligger i regionen Austurland, 400 km öster om huvudstaden Reykjavík. Toppen på Hánefur är 678 meter över havet.
Trakten runt Hánefur är nära nog obefolkad, med mindre än två invånare per kvadratkilometer. Närmaste större samhälle är Neskaupstaður, omkring 16 kilometer sydost om Hánefur. Trakten runt Hánefur består i huvudsak av gräsmarker.